# Красний Вазан
Красний Ваза́н (рос. Красный Вазан, чув. Хĕрлĕ Васан) — селище у складі Шемуршинського району Чувашії, Росія. Входить до складу Чепкас-Нікольського сільського поселення.
Населення — 52 особи (2010; 49 у 2002).
Національний склад:
- чуваші — 96 %